# Eta Geminorum
Eta Geminorum (Propus, Praepes, Tejat Prior, 7 Geminorum) é uma estrela na direção da constelação de Gemini. Possui uma ascensão reta de 06h 14m 52.70s e uma declinação de +22° 30′ 24.6″. Sua magnitude aparente é igual a 3.31. Considerando sua distância de 349 anos-luz em relação à Terra, sua magnitude absoluta é igual a −1.84. Pertence à classe espectral M3III.